# Сестрички Доллі
«Сестрички Доллі» (англ. The Dolly Sisters) — американський мюзикл режисера Ірвінга Каммінгса 1945 року.

## Сюжет
Ця історія почалася в 1904 році, коли дві сестри близнючки Янсі і Розічка під чуйним керівництвом свого дядечка починають виконувати танцювально-музичні номери в угорському кафе, видаючи себе за сестер з Будапешта. Минають роки і вони стають зірками світового масштабу і це все завдяки їхньому дядечкові-імпресаріо, який примудрився обдурити самого Оскара Хаммерстайна — постановника бродвейських шоу і домогтися прослуховування для своїх протеже.

## У ролях
- Бетті Грейбл — Янсі «Дженні» Доллі
- Джон Пейн — Гаррі Фокс
- Джун Гавер — Розічка «Розі» Доллі
- С. Ц. Сакалл — дядько Летсі Доллі
- Реджинальд Гардінер — Тоні, герцог Брек
- Френк Латімор — Ірвінг Нетчер
- Джин Шелдон — професор Віннуп
- Сіг Руман — Ігнац Тсімміс
- Труді Маршалл — Ленора Болдуін